# Euro Hockey Tour 2003/2004
Euro Hockey Tour 2003/2004 je 8. ročník hokejových turnajů Euro Hockey Tour.

## Česká pojišťovna cup
Hokejový turnaj byl odehrán od 4.9.2003 do 7.9.2003 v Pardubicích, Utkání Finsko–Švédsko bylo hráno v Helsinkách.
- Vítěz Finská hokejová reprezentace.

| Tým 1   | Výsledek                 | Tým 2   |
| ------- | ------------------------ | ------- |
| Finsko  | 3:2 (2:0,0:1,1:1)        | Švédsko |
| Česko   | 2:1 SN (1:0,0:0,0:1,0:0) | Rusko   |
| Finsko  | 3:6 (1:4,2:1,0:1)        | Rusko   |
| Česko   | 1:2 SN (0:1,1:0,0:0)     | Švédsko |
| Švédsko | 1:0 (0:0,1:0,0:0)        | Rusko   |
| Finsko  | 3:1 (2:0,0:0,1:1)        | Česko   |

## Karjala cup
Hokejový turnaj byl odehrán od 6.11.2003 do 9.11.2003 v Helsinkách. Utkání Švédsko – Česko bylo hráno v Nykopingu.
- Vítěz Finská hokejová reprezentace.

| Tým 1   | Výsledek                 | Tým 2   |
| ------- | ------------------------ | ------- |
| Finsko  | 4:1 (1:0,3:1,0:0)        | Švédsko |
| Rusko   | 2:3 SN (0:1,0:0,2:1,0:0) | Česko   |
| Finsko  | 3:2 (2:1,0:0,1:1)        | Rusko   |
| Švédsko | 1:2 SN (1:0,0:1,0:0,0:0) | Česko   |
| Rusko   | 2:0 (0:0,1:0,1:0)        | Švédsko |
| Česko   | 1:5 (0:4,0:0,1:1)        | Finsko  |

## Baltika Cup
Hokejový turnaj byl odehrán od 18.12.2003 do 21.12.2003 v Moskvě
- Vítěz Finská hokejová reprezentace.

| Tým 1   | Výsledek                 | Tým 2   |
| ------- | ------------------------ | ------- |
| Finsko  | 2:1 (0:0,1:1,1:0)        | Švédsko |
| Rusko   | 3:2 SN (1:1,1:0,0:1,0:0) | Česko   |
| Rusko   | 1:3 (1:1,0:1,0:1)        | Finsko  |
| Česko   | 2:3 SN (0:1,2:0,0:1,0:0) | Švédsko |
| Švédsko | 1:2 SN (0:0,1:1,0:0,0:0) | Rusko   |
| Finsko  | 1:5 (1:1,0:0,0:4)        | Česko   |

## Švédské hokejové hry
Hokejový turnaj byl odehrán od 5.2.2004 do 8.2.2004 v Stockholmu. Utkání Finsko – Česko bylo hráno v Helsinkách.
- Vítěz Švédská hokejová reprezentace.

| Tým 1   | Výsledek                 | Tým 2   |
| ------- | ------------------------ | ------- |
| Švédsko | 4:0 (2:0,0:0,2:0)        | Finsko  |
| Česko   | 3:2 PP (1:0,0:1,1:1,1:0) | Rusko   |
| Finsko  | 1:4 (0:0,0:4,1:0)        | Rusko   |
| Švédsko | 4:0 (1:0,1:0,2:0)        | Česko   |
| Rusko   | 3:5 (1:1,2:2,0:2)        | Švédsko |
| Finsko  | 1:2 (0:0,0:1,1:1)        | Česko   |

## Celková tabulka EHT 2003/2004
| Mužstvo | Z  | V | VP | PP | P | VG | OG | B  |
| ------- | -- | - | -- | -- | - | -- | -- | -- |
| Finsko  | 12 | 7 | 0  | 0  | 5 | 29 | 30 | 21 |
| Švédsko | 12 | 4 | 2  | 2  | 4 | 25 | 21 | 18 |
| Česko   | 12 | 2 | 4  | 3  | 3 | 24 | 28 | 17 |
| Rusko   | 12 | 3 | 2  | 3  | 4 | 28 | 27 | 16 |

## Vysvětlivky k tabulkám a zápasům
- Z – počet odehraných zápasů
- V – počet vítězství
- VP – počet výher po prodloužení (nebo po samostatných nájezdech)
- PP – počet proher po prodloužení (nebo po samostatných nájezdech)
- P – počet proher
- VG – počet vstřelených gólů
- OG – počet obdržených gólů
- B – počet bodů

## Play-off o umístění
Zápasy o umístění se hrály ve dnech 16. a 18. dubna 2004. Hrálo se dvoukolově systémem doma-venku (Stockholm a Helsinky, Moskva a Ostrava).
O 1. místo
| Tým 1   | Výsledek                        | Tým 2   |
| ------- | ------------------------------- | ------- |
| Švédsko | 3:1 (2:0,1:1,0:0)               | Finsko  |
| Finsko  | 4:0 (1:0,3:0,0:0) Tie-break 1:0 | Švédsko |

O 3. místo
| Tým 1 | Výsledek                        | Tým 2 |
| ----- | ------------------------------- | ----- |
| Rusko | 1:5 (0:0,0:3,1:2)               | Česko |
| Česko | 4:7 (2:2,1:1,1:4) Tie-break 0:1 | Rusko |